# Sörbygden
Sörbygden is een plaats in de gemeente Bräcke in het landschap Jämtland en de provincie Jämtlands län in Zweden. De plaats heeft 88 inwoners (2005) en een oppervlakte van 40 hectare. De plaats ligt zo goed als aan het meer Hemsjön.

## Verkeer en vervoer
Bij de plaats loopt de Länsväg 320.